# Echiurus abyssalis
Echiurus abyssalis är en djurart som tillhör fylumet skedmaskar, och som beskrevs av Skorikow, A.C. 1906. Echiurus abyssalis ingår i släktet Echiurus och familjen Echiuridae. Inga underarter finns listade i Catalogue of Life.